# Yaotsu
Yaotsu (八百津町?) è una cittadina giapponese della prefettura di Gifu.